# Oral Roberts
Oral Roberts (ur. 24 stycznia 1918, zm. 15 grudnia 2009) – amerykański teleewangelista metodystyczno-zielonoświątkowy. Założyciel stowarzyszenia Oral Roberts Evangelistic Association, oraz uczelni Oral Roberts University.
Był jednym z najbardziej znanych i kontrowersyjnych amerykańskich przywódców religijnych w XX wieku. Był jednym z pionierów ewangelizacji telewizyjnej, głosił teologię sukcesu, oraz naukę o obfitym życiu. Prowadził ewangelizacje i krucjaty uzdrowieńcze w całej Ameryce i na całym świecie, w tym jak twierdził miały miejsce wskrzeszenia ze zmarłych. Tysiące chorych często czekało w kolejce, aby stanąć przed Oralem Robertsem, aby mógł się za nich modlić.